# Ervin Zukanović
Ervin Zukanović (Sarajevo, 11 febbraio 1987) è un ex calciatore bosniaco, di ruolo difensore.

## Caratteristiche tecniche
Inizialmente impiegato come centrale difensivo, ricopre spesso il ruolo di terzino sinistro, in quanto unisce alle spiccate doti difensive una notevole propensione offensiva. I suoi punti di forza sono il gioco aereo e la potenza fisica, che gli permette di vincere contrasti sia nella propria area, sia in quella avversaria, dove è sovente protagonista di tempestivi inserimenti. Possiede anche un piede sinistro molto educato che spesso utilizza per lanci lunghi e che lo rende molto pericoloso nei calci di punizione.

## Carriera

### Club

#### Inizi: Bosnia, Austria, Germania e Belgio
Cresciuto nelle giovanili del Željezničar a 19 anni si trasferisce in Austria per giocare nell'Austria Lustenau per poi ritornare in patria l'anno seguente nelle file del Velez Mostar.
Nel 2008 si trasferisce di nuovo all'estero: prima ritorna nuovamente in Austria questa volta al Sulzberg FC e poi si accasa al club tedesco del Uerdingen.
Nel gennaio 2009 si trasferisce in Belgio per giocare la Pro League con il Dender: l'esordio è datato 31 gennaio nella gara vinta in trasferta per 2 a 0 contro l'Excelsior Mouscron, il suo primo gol invece avviene il 7 marzo seguente contro il Genk (gara persa per 4 a 3). La stagione si conclude con 20 presenze ed un gol totali e con la retrocessione in Tweede klasse.
L'annata seguente gioca un'ottima stagione e con 33 presenze ed un gol attira l'attenzione dell'Eupen che lo acquista nell'estate 2010; così facendo Evrin torna in Pro League e con i neri-bianchi gioca altre 36 gare mettendo a segno ben tre gol (contro Sint-Truiden, Lierse e Charleroi).
Nel 2011 passa al Kortrijk nel quale in una stagione e mezza gioca 56 gare realizzando addirittura 8 reti prima che nel gennaio 2013 venga acquisito dal Gent: con la squadra di Gand mette a segno 2 gol in 36 partite (il 1º febbraio 2014 contro OH Leuven ed il 12 aprile seguente al Waasland-Beveren).

#### Chievo
Il 20 giugno 2014 passa al Chievo con la formula del prestito con diritto di riscatto. Esordisce in Serie A nella partita persa 2-1 a Genova contro la Sampdoria; il 26 ottobre seguente realizza invece il primo goal con la casacca gialloblù in occasione della partita casalinga contro il Genoa. L'11 febbraio allo Stadio Tardini contro il Parma realizza una rete favolosa su calcio di punizione da 25 metri che vale la vittoria per il Chievo e la sua seconda rete in campionato nel giorno del suo ventottesimo compleanno. A fine stagione il club veronese comunica di aver esercitato l'opzione per l'acquisizione definitiva del giocatore bosniaco per la cifra di 1 milione di euro.

#### Sampdoria e Roma

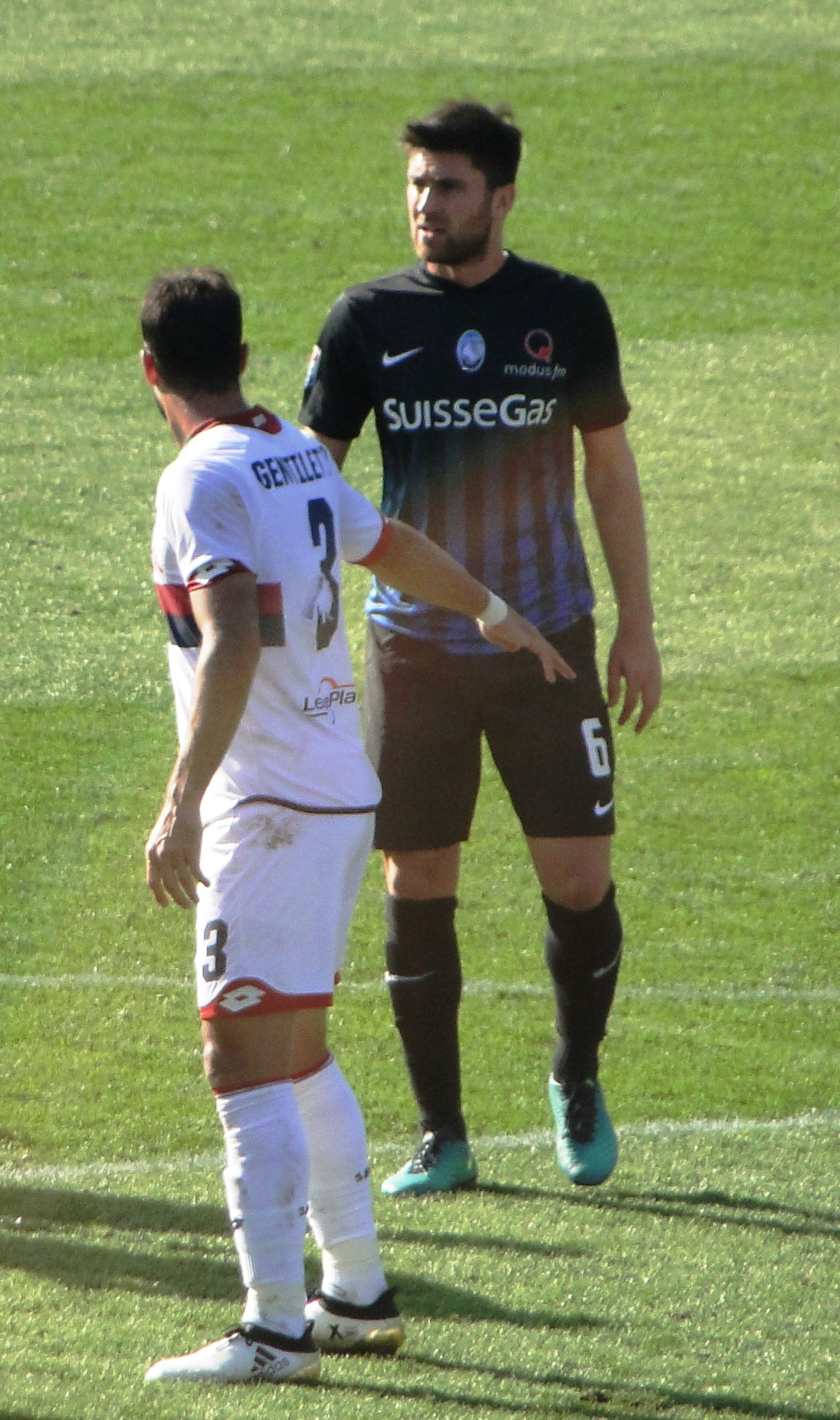
Zukanovic con la maglia dell'Atalanta nel 2016

Il 16 luglio seguente si trasferisce a titolo definitivo alla Sampdoria che batte la concorrenza dell'Inter, Ervin diventa così il primo bosniaco della storia dei blucerchiati. Sceglie di indossare la maglia numero 87 come quella utilizzata nel Chievo. Il 30 luglio esordisce in blucerchiato giocando dal primo minuto l'andata del terzo turno preliminare di UEFA Europa League, contro il Vojvodina, perso per 4 a 0 e il ritorno vinto 2-0. Esordisce in Serie A nella partita contro il Napoli, subentrando al 16' a Andrea Coda per infortunio. Il 25 ottobre 2015 trova il suo primo gol con i blucerchiati al 28' minuto della gara vinta per 4-1 contro l'Hellas Verona. Trova il secondo gol nella sconfitta per 1-3 da parte del Sassuolo del 6 dicembre. La terza rete giunge il 14 dicembre 2015 ed è decisiva per il pareggio per 1-1 contro la Lazio al 93'.
Il 29 gennaio 2016 viene ceduto in prestito con obbligo di riscatto alla Roma. Esordisce il 30 gennaio 2016 in casa contro il Frosinone, gara vinta dalla Roma per 3-1 fornendo anche un assist. Il 29 febbraio seguente la Roma ufficializza l'acquisto a titolo definitivo dalla Sampdoria L'8 marzo fa il suo debutto in Champions League nella gara di ritorno degli ottavi di finale contro il Real Madrid, terminata 2-0 per gli spagnoli e che sancisce l'eliminazione dei giallorossi. Nella seconda metà di stagione nella Roma colleziona 11 presenze.

#### Prestito all'Atalanta
Il 21 luglio 2016 l'Atalanta comunica, tramite il suo sito ufficiale, di aver acquisito il calciatore dalla Roma a titolo temporaneo per 1 milione di euro con diritto d'opzione ad ulteriori 2,5 milioni. Gioca la sua prima partita con i bergamaschi il 21 agosto 2016, quando disputa da titolare la prima giornata di campionato, persa per 3-4 in casa contro la Lazio.

#### Prestito al Genoa
L'11 luglio 2017 viene ceduto in prestito con obbligo di riscatto al Genoa. Esordisce il 17 settembre nella partita persa per 3-2 in casa contro la Lazio.
Il 1º luglio 2018 la Roma lo cede ufficialmente al club di Genova al verificarsi delle situazioni sportive per il riscatto.

#### Al-Ahli e SPAL
Dopo aver passato qualche mese all'Al-Ahli Sports Club, il 31 gennaio 2020 viene acquistato dalla SPAL fino a fine stagione con opzione di rinnovo per un ulteriore anno. Esordisce con gli emiliani il 2 febbraio nella sconfitta per 5-1 in casa della Lazio, subentrando a Felipe. A causa di problemi fisici viene messo fuori lista alla ripresa post-lockdown, giocando solo 3 partite con gli estensi.

#### Fatih Karagumruk
Il 25 agosto 2020, svincolatosi dal club ferrarese, viene ingaggiato dai turchi del Fatih Karagumruk, neopromossi in Süper Lig. Qui segna il suo primo gol al suo esordio stagionale nel corso della prima partita di campionato, vinta 3-0 contro il Malatyaspor. Si ripete nel match successivo contro il Gaziantepspor, concluso con il risultato di 2-2. Nonostante risulti essere una prima scelta nella squadra, è costretto a saltare gran parte della stagione a causa di problemi fisici.

#### Asteras Tripolis e ritiro
Il 17 agosto 2022, firma con i greci dell'Asteras Tripolis. Ha segnato il suo primo gol per il club nella gara pareggiata per 1-1 contro l'Atromitos: la squadra avversaria ha segnato al 23' con una rete di Gaëtan Robail, mentre Zukanović ha pareggiato i conti al 51'.
Nell’ottobre del 2024 consegue la qualifica UEFA B che consente di essere tesserati come collaboratori negli staff di Serie A e B e di essere allenatori in seconda in Serie C oltre a poter allenare tutte le prime squadre fino alla Serie D.

### Nazionale
Convocato per la prima volta dalla Nazionale bosniaca, il 16 ottobre 2012 debutta al minuto 75º della partita valevole per le qualificazioni al Mondiale 2014 contro la Lituania, vinta per 3 a 0.
Non convocato per i Mondiali 2014 in Brasile, non aveva potuto disputare le amichevoli pre-competizione negli Stati Uniti in quanto non aveva ottenuto il visto per entrare nel territorio statunitense. Il 28 marzo 2015 ritorna in Nazionale dopo più di un anno e mezzo di assenza per giocare il match di qualificazione ad Euro 2016 contro Andorra.

## Statistiche

### Presenze e reti nei club
Statistiche aggiornate al 20 maggio 2022.
| Stagione                | Squadra                 | Campionato              | Campionato | Campionato | Coppe nazionali | Coppe nazionali | Coppe nazionali | Coppe continentali | Coppe continentali | Coppe continentali | Altre coppe | Altre coppe | Altre coppe | Totale | Totale |
| Stagione                | Squadra                 | Comp                    | Pres       | Reti       | Comp            | Pres            | Reti            | Comp               | Pres               | Reti               | Comp        | Pres        | Reti        | Pres   | Reti   |
| ----------------------- | ----------------------- | ----------------------- | ---------- | ---------- | --------------- | --------------- | --------------- | ------------------ | ------------------ | ------------------ | ----------- | ----------- | ----------- | ------ | ------ |
| 2006-2007               | Austria Lustenau II     | RW                      | 20         | 0          | CA              | 0               | 0               | -                  | -                  | -                  | -           | -           | -           | 20     | 0      |
| gen.-giu. 2009          | Dender                  | D1                      | 27+6       | 2          | CB              | 0               | 0               | -                  | -                  | -                  | -           | -           | -           | 33     | 2      |
| 2009-2010               | Dender                  | D2                      | 33         | 1          | CB              | 2               | 0               | -                  | -                  | -                  | -           | -           | -           | 35     | 1      |
| Totale Dender           | Totale Dender           | Totale Dender           | 60+6       | 3          |                 | 2               | 0               |                    | -                  | -                  |             | -           | -           | 68     | 3      |
| 2010-2011               | Eupen                   | D1                      | 30+6       | 2+1        | CB              | 1               | 0               | -                  | -                  | -                  | -           | -           | -           | 37     | 3      |
| 2011-2012               | Kortrijk                | D1                      | 26+9       | 3          | CB              | 7               | 1               | -                  | -                  | -                  | -           | -           | -           | 42     | 4      |
| 2012-gen. 2013          | Kortrijk                | D1                      | 21         | 5          | CB              | 2               | 0               | -                  | -                  | -                  | -           | -           | -           | 23     | 5      |
| Totale Kortrijk         | Totale Kortrijk         | Totale Kortrijk         | 56         | 8          |                 | 9               | 1               |                    | -                  | -                  |             | -           | -           | 65     | 9      |
| gen.-giu. 2013          | Gent                    | D1                      | 8+7        | 0          | CB              | 1               | 0               | -                  | -                  | -                  | -           | -           | -           | 16     | 0      |
| 2013-2014               | Gent                    | D1                      | 15+4       | 1+1        | CB              | 3               | 0               | -                  | -                  | -                  | -           | -           | -           | 22     | 2      |
| Totale Gent             | Totale Gent             | Totale Gent             | 34         | 2          |                 | 4               | 0               |                    | -                  | -                  |             | -           | -           | 38     | 2      |
| 2014-2015               | Chievo                  | A                       | 29         | 2          | CI              | 0               | 0               | -                  | -                  | -                  | -           | -           | -           | 29     | 2      |
| 2015-gen.2016           | Sampdoria               | A                       | 16         | 3          | CI              | 1               | 0               | UEL                | 2                  | 0                  | -           | -           | -           | 19     | 3      |
| gen.-giu. 2016          | Roma                    | A                       | 9          | 0          | CI              | 0               | 0               | UCL                | 1                  | 0                  | -           | -           | -           | 10     | 0      |
| 2016-2017               | Atalanta                | A                       | 19         | 0          | CI              | 0               | 0               | -                  | -                  | -                  | -           | -           | -           | 19     | 0      |
| 2017-2018               | Genoa                   | A                       | 31         | 0          | CI              | 0               | 0               | -                  | -                  | -                  | -           | -           | -           | 31     | 0      |
| 2018-2019               | Genoa                   | A                       | 25         | 0          | CI              | 2               | 0               | -                  | -                  | -                  | -           | -           | -           | 27     | 0      |
| Totale Genoa            | Totale Genoa            | Totale Genoa            | 56         | 0          |                 | 2               | 0               |                    | -                  | -                  |             | -           | -           | 58     | 0      |
| 2019-gen. 2020          | Al-Hilal                | SPL                     | 3          | 0          | KCC             | 0               | 0               | -                  | -                  | -                  |             | -           | -           | 3      | 0      |
| gen.-giu. 2020          | SPAL                    | A                       | 3          | 0          | CI              | 0               | 0               | -                  | -                  | -                  | -           | -           | -           | 3      | 0      |
| 2020-2021               | Fatih Karagümrük        | SL                      | 17         | 3          | CT              | 0               | 0               | -                  | -                  | -                  | -           | -           | -           | 17     | 3      |
| 2021-2022               | Fatih Karagümrük        | SL                      | 21         | 0          | CT              | 2               | 1               | -                  | -                  | -                  | -           | -           | -           | 23     | 1      |
| Totale Fatih Karagümrük | Totale Fatih Karagümrük | Totale Fatih Karagümrük | 38         | 3          |                 | 2               | 1               |                    | -                  | -                  |             | -           | -           | 40     | 4      |
| Totale carriera         | Totale carriera         | Totale carriera         | 385        | 24         |                 | 21              | 2               |                    | 3                  | 0                  |             | -           | -           | 409    | 26     |

### Cronologia presenze e reti in nazionale
| Cronologia completa delle presenze e delle reti in nazionale ― Bosnia ed Erzegovina | Cronologia completa delle presenze e delle reti in nazionale ― Bosnia ed Erzegovina | Cronologia completa delle presenze e delle reti in nazionale ― Bosnia ed Erzegovina | Cronologia completa delle presenze e delle reti in nazionale ― Bosnia ed Erzegovina | Cronologia completa delle presenze e delle reti in nazionale ― Bosnia ed Erzegovina | Cronologia completa delle presenze e delle reti in nazionale ― Bosnia ed Erzegovina | Cronologia completa delle presenze e delle reti in nazionale ― Bosnia ed Erzegovina | Cronologia completa delle presenze e delle reti in nazionale ― Bosnia ed Erzegovina |
| Data                                                                                | Città                                                                               | In casa                                                                             | Risultato                                                                           | Ospiti                                                                              | Competizione                                                                        | Reti                                                                                | Note                                                                                |
| ----------------------------------------------------------------------------------- | ----------------------------------------------------------------------------------- | ----------------------------------------------------------------------------------- | ----------------------------------------------------------------------------------- | ----------------------------------------------------------------------------------- | ----------------------------------------------------------------------------------- | ----------------------------------------------------------------------------------- | ----------------------------------------------------------------------------------- |
| 16-10-2012                                                                          | Zenica                                                                              | Bosnia ed Erzegovina                                                                | 3 – 0                                                                               | Lituania                                                                            | Qual. Mondiali 2014                                                                 | -                                                                                   | 75’                                                                                 |
| 14-11-2012                                                                          | Algeri                                                                              | Algeria                                                                             | 0 – 1                                                                               | Bosnia ed Erzegovina                                                                | Amichevole                                                                          | -                                                                                   |                                                                                     |
| 6-2-2013                                                                            | Capodistria                                                                         | Slovenia                                                                            | 0 – 3                                                                               | Bosnia ed Erzegovina                                                                | Amichevole                                                                          | -                                                                                   |                                                                                     |
| 22-3-2013                                                                           | Zenica                                                                              | Bosnia ed Erzegovina                                                                | 3 – 1                                                                               | Grecia                                                                              | Qual. Mondiali 2014                                                                 | -                                                                                   |                                                                                     |
| 7-6-2013                                                                            | Riga                                                                                | Lettonia                                                                            | 0 – 5                                                                               | Bosnia ed Erzegovina                                                                | Qual. Mondiali 2014                                                                 | -                                                                                   |                                                                                     |
| 14-8-2013                                                                           | Sarajevo                                                                            | Bosnia ed Erzegovina                                                                | 3 – 4                                                                               | Stati Uniti                                                                         | Amichevole                                                                          | -                                                                                   | 63’                                                                                 |
| 28-3-2015                                                                           | Andorra La Vella                                                                    | Andorra                                                                             | 0 – 3                                                                               | Bosnia ed Erzegovina                                                                | Qual. Euro 2016                                                                     | -                                                                                   |                                                                                     |
| 31-3-2015                                                                           | Vienna                                                                              | Austria                                                                             | 1 – 1                                                                               | Bosnia ed Erzegovina                                                                | Amichevole                                                                          | -                                                                                   |                                                                                     |
| 10-10-2015                                                                          | Zenica                                                                              | Bosnia ed Erzegovina                                                                | 2 – 0                                                                               | Galles                                                                              | Qual. Euro 2016                                                                     | -                                                                                   |                                                                                     |
| 13-10-2015                                                                          | Nicosia                                                                             | Cipro                                                                               | 2 – 3                                                                               | Bosnia ed Erzegovina                                                                | Qual. Euro 2016                                                                     | -                                                                                   | 60’                                                                                 |
| 13-11-2015                                                                          | Zenica                                                                              | Bosnia ed Erzegovina                                                                | 1 – 1                                                                               | Irlanda                                                                             | Qual. Euro 2016                                                                     | -                                                                                   |                                                                                     |
| 16-11-2015                                                                          | Dublino                                                                             | Irlanda                                                                             | 2 – 0                                                                               | Bosnia ed Erzegovina                                                                | Qual. Euro 2016                                                                     | -                                                                                   | 83’                                                                                 |
| 25-3-2016                                                                           | Lussemburgo                                                                         | Lussemburgo                                                                         | 0 – 3                                                                               | Bosnia ed Erzegovina                                                                | Amichevole                                                                          | -                                                                                   |                                                                                     |
| 29-3-2016                                                                           | Zurigo                                                                              | Svizzera                                                                            | 0 – 2                                                                               | Bosnia ed Erzegovina                                                                | Amichevole                                                                          | -                                                                                   | 86’                                                                                 |
| 29-5-2016                                                                           | San Gallo                                                                           | Spagna                                                                              | 3 – 1                                                                               | Bosnia ed Erzegovina                                                                | Amichevole                                                                          | -                                                                                   |                                                                                     |
| 6-9-2016                                                                            | Zenica                                                                              | Bosnia ed Erzegovina                                                                | 5 – 0                                                                               | Estonia                                                                             | Qual. Mondiali 2018                                                                 | -                                                                                   |                                                                                     |
| 7-10-2016                                                                           | Bruxelles                                                                           | Belgio                                                                              | 4 – 0                                                                               | Bosnia ed Erzegovina                                                                | Qual. Mondiali 2018                                                                 | -                                                                                   |                                                                                     |
| 13-11-2016                                                                          | Atene                                                                               | Grecia                                                                              | 1 – 1                                                                               | Bosnia ed Erzegovina                                                                | Qual. Mondiali 2018                                                                 | -                                                                                   |                                                                                     |
| 25-3-2017                                                                           | Zenica                                                                              | Bosnia ed Erzegovina                                                                | 5 – 0                                                                               | Gibilterra                                                                          | Qual. Mondiali 2018                                                                 | -                                                                                   |                                                                                     |
| 28-3-2017                                                                           | Scutari                                                                             | Albania                                                                             | 1 – 2                                                                               | Bosnia ed Erzegovina                                                                | Amichevole                                                                          | -                                                                                   |                                                                                     |
| 9-6-2017                                                                            | Zenica                                                                              | Bosnia ed Erzegovina                                                                | 0 – 0                                                                               | Grecia                                                                              | Qual. Mondiali 2018                                                                 | -                                                                                   |                                                                                     |
| 3-9-2017                                                                            | Faro                                                                                | Gibilterra                                                                          | 0 – 4                                                                               | Bosnia ed Erzegovina                                                                | Qual. Mondiali 2018                                                                 | -                                                                                   | 28’                                                                                 |
| 10-10-2017                                                                          | Tallinn                                                                             | Estonia                                                                             | 1 – 2                                                                               | Bosnia ed Erzegovina                                                                | Qual. Mondiali 2018                                                                 | -                                                                                   |                                                                                     |
| 23-3-2018                                                                           | Sofia                                                                               | Bulgaria                                                                            | 0 – 1                                                                               | Bosnia ed Erzegovina                                                                | Amichevole                                                                          | -                                                                                   | 90+2’                                                                               |
| 27-3-2018                                                                           | Le Havre                                                                            | Senegal                                                                             | 0 – 0                                                                               | Bosnia ed Erzegovina                                                                | Amichevole                                                                          | -                                                                                   | 77’                                                                                 |
| 1-6-2018                                                                            | Jeonju                                                                              | Corea del Sud                                                                       | 1 – 3                                                                               | Bosnia ed Erzegovina                                                                | Amichevole                                                                          | -                                                                                   |                                                                                     |
| 8-9-2018                                                                            | Belfast                                                                             | Irlanda del Nord                                                                    | 1 – 2                                                                               | Bosnia ed Erzegovina                                                                | UEFA Nations League 2018-2019 - 1º turno                                            | -                                                                                   |                                                                                     |
| 11-9-2018                                                                           | Zenica                                                                              | Bosnia ed Erzegovina                                                                | 1 – 0                                                                               | Austria                                                                             | UEFA Nations League 2018-2019 - 1º turno                                            | -                                                                                   |                                                                                     |
| 11-10-2018                                                                          | Rize                                                                                | Turchia                                                                             | 0 – 0                                                                               | Bosnia ed Erzegovina                                                                | Amichevole                                                                          | -                                                                                   |                                                                                     |
| 15-10-2018                                                                          | Sarajevo                                                                            | Bosnia ed Erzegovina                                                                | 2 – 0                                                                               | Irlanda del Nord                                                                    | UEFA Nations League 2018-2019 - 1º turno                                            | -                                                                                   |                                                                                     |
| 15-11-2018                                                                          | Vienna                                                                              | Austria                                                                             | 0 – 0                                                                               | Bosnia ed Erzegovina                                                                | UEFA Nations League 2018-2019 - 1º turno                                            | -                                                                                   |                                                                                     |
| 18-11-2018                                                                          | Las Palmas                                                                          | Spagna                                                                              | 1 – 0                                                                               | Bosnia ed Erzegovina                                                                | Amichevole                                                                          | -                                                                                   |                                                                                     |
| 23-3-2019                                                                           | Sarajevo                                                                            | Bosnia ed Erzegovina                                                                | 2 – 1                                                                               | Armenia                                                                             | Qual. Euro 2020                                                                     | -                                                                                   |                                                                                     |
| 26-3-2019                                                                           | Zenica                                                                              | Bosnia ed Erzegovina                                                                | 2 – 2                                                                               | Grecia                                                                              | Qual. Euro 2020                                                                     | -                                                                                   |                                                                                     |
| 8-6-2019                                                                            | Tampere                                                                             | Finlandia                                                                           | 2 – 0                                                                               | Bosnia ed Erzegovina                                                                | Qual. Euro 2020                                                                     | -                                                                                   |                                                                                     |
| 11-6-2019                                                                           | Torino                                                                              | Italia                                                                              | 2 – 1                                                                               | Bosnia ed Erzegovina                                                                | Qual. Euro 2020                                                                     | -                                                                                   |                                                                                     |
| 5-9-2019                                                                            | Zenica                                                                              | Bosnia ed Erzegovina                                                                | 5 – 0                                                                               | Liechtenstein                                                                       | Qual. Euro 2020                                                                     | -                                                                                   |                                                                                     |
| 8-9-2019                                                                            | Erevan                                                                              | Armenia                                                                             | 4 – 2                                                                               | Bosnia ed Erzegovina                                                                | Qual. Euro 2020                                                                     | -                                                                                   |                                                                                     |
| Totale                                                                              |                                                                                     | Presenze                                                                            | 38                                                                                  |                                                                                     | Reti                                                                                | 0                                                                                   |                                                                                     |